# Vid Balog
Vid Balog, hrvaški igralec, pisatelj in prevajalec, * 31. januar 1972, Koprivnica, Hrvaška.
Srednjo šolo in igralsko akademijo je končal v Zagrebu. Je član Zagrebškega mestnega gledališča. Igral je v gledaliških komedijah in različnih televizijskih vlogah. Hkrati je literat v kajkavščini: zbiral je kajkavske narodne pesmi in ima privatno zbirko starih kajkavskih knjig. Začel je prevajati Biblijo v kajkavščino, doslej je prevedel Novo zavezo in Psalme.
Je eden od urednikov časopisa Kaj.

## Filmografija

### Televizijske vloge
- Bez komentara (dr. Nevid Kulen Hedervary), (2008-2009)
- Stipe u gostima (Joža), (2008)
- Zauvijek susjedi (Katarza), (2008)
- Zabranjena ljubav (župnik), (2005-2006)
- Bitange i princeze (poškodovan), (2005)

### Filmske vloge
- Josef (Štef), (2011)
- Duga mračna noć (žandar), (2004)
- Blagajnica hoće ići na more (poštar), (2000)
- Četverored (vojnik plave divizije), (1999)
- Zamrznuti kadar, (1999)
- Kavica, (1998)